# Smörgåstjuven
Smörgåstjuven är en roman av Andrea Camilleri, utgiven i Italien år 1996. Italienska originalets titel är Il ladro di merendine. Barbro Andersson översatte romanen till svenska 2001. Romanen är den tredje i serien om Kommissarie Montalbano och har även filmats för TV.

## Handling
En respektabel köpman hittas knivmördad i hissen utanför sin lägenhet. Samtidigt dödas även en tunisisk sjöman vid skottväxling mellan två båtar. Trots att de båda fallen inte har mer gemensamt än att de inträffat ungefär samtidigt finner Montalbano och hans kollegor efterhand ett samband. "Smörgåstjuven" i titeln är en ung pojke som Montalbano och flickvännen Livia under en period tar hand om.